# Ascogaster provancheri
Ascogaster provancheri är en stekelart som beskrevs av Dalla Torre 1898. Ascogaster provancheri ingår i släktet Ascogaster och familjen bracksteklar. Inga underarter finns listade.